# قصعين أثيوبي
قصعين أثيوبي (الاسم العلمي:Salvia aethiopis) هو نوع من النباتات يتبع جنس القصعين من الفصيلة الشفوية.